# Sheila Manahan
Sheila Manahan (* 1. Januar 1924 in Dublin; † 29. März 1988 in London) war eine irisch-britische Schauspielerin.
Sheila Manahan begann ihre Karriere im Abbey Theatre in Dublin und zog während des Zweiten Weltkriegs nach London. Sie war auf der Bühne, beim Film, Radio und Fernsehen tätig. Beim Film arbeitete sie oft unter Alexander Korda.
Sie war mit Fulton Mackay verheiratet.

## Filmografie (Auswahl)
- 1948: Another Shore
- 1949: Saints and Sinners
- 1950: Eine Stadt hält den Atem an (Seven Days to Noon)
- 1954: Douglas Fairbanks, Jr., Presents (TV-Serie)
- 1955: Zwischen Haß und Liebe (Footsteps in the Fog)
- 1956: The Last Man to Hang?
- 1957: Die Angst hat tausend Namen (Seven Waves Away)
- 1957: Esther Costello (The Story of Esther Costello)
- 1960: The Secret Kingdom (TV-Miniserie)
- 1961: Lieben kann man nur zu zweit (Only Two Can Play)
- 1962: Silent Evidence (TV-Serie)
- 1962: No Hiding Place (TV-Serie)
- 1964: Dixon of Dock Green (TV-Serie)
- 1969: Thirty-Minute Theatre (TV-Serie)
- 1970: A Family at War (TV-Serie)
- 1965–1971: Z Cars (TV-Serie)
- 1975: Angels (TV-Serie)
- 1980: BBC2 Playhouse (TV-Serie)
- 1982: Crown Court (TV-Serie)
- 1986–1987: Dear John (TV-Serie)